# Фёйер, Эдвиж
Эдвиж Фёйе́р, собственная фамилия Кунати (фр. Edwige Feuillère, Edwige-Louise-Caroline Cunati, 29 октября 1907, Везуль, Сона Верхняя — 13 ноября 1998, Булонь-Бийанкур) — французская актриса театра и кино. Автор нескольких мемуарных книг, бесед об искусстве.

## Биография
Отец — итальянский инженер из провинции Комо, мать — немка родом из Эльзаса. Семья переехала в Дижон, когда Эдвиж было три года. Годы Первой мировой войны провела у бабушки в Италии. С отличием закончила Дижонскую театральную консерваторию (фр., 1928). В 1928—1931 годах училась в Высшей национальной консерватории драматического искусства. Дебютировала на сцене в 1931 году. Более 60 лет выступала на сцене и более 40 лет играла в кино; свою последнюю роль исполнила в телевизионном фильме по роману Бальзака «Герцогиня де Ланже» (1995).

#### Личная жизнь
В 1929 году вышла замуж за актёра Пьера Фёйера, но они развелись через несколько лет.

## Творческие связи
Играла с Мадлен Рено, Даниэль Дарьё, Брижитт Бардо, Луи Жуве, Жаком Копо, Антоненом Арто, Жаном-Луи Барро, Эрихом фон Штрогеймом, Жаном Габеном, Жаном Марэ, Жераром Филипом, Филиппом Нуаре, Мишелем Пикколи, Луи де Фюнесом, Пьером Брассёром, Бернаром Блие, Жаном-Луи Трентиньяном, Аленом Делоном и другими выдающимися актёрами.

## Избранные роли

### В театре
- 1939: Александр Дюма Дама с камелиями
- 1943: Жан Жироду Содом и Гоморра
- 1946: Жан Кокто Двуглавый орёл
- 1948: Поль Клодель Полуденный раздел (постановка Жана-Луи Барро)
- 1953: Жан Жироду В защиту Лукреции (постановка Жана-Луи Барро)
- 1960: Пьер Корнель Родогунда
- 1965: Жан Жироду Безумная из Шайо
- 1967: Эдвард Олби Неустойчивое равновесие (постановка Жана-Луи Барро)
- 1971: Теннесси Уильямс Сладкоголосая птица юности
- 1976: Фридрих Дюрренматт Визит старой дамы
- 1978: Джером Килти Милый лжец

### В кино
- 1931 — «Голубая лента» Альберто Кавальканти
- 1931 — «Мадемуазель Нитуш» Марка Аллегре
- 1935 — «Голгофа» Жюльена Дювивье
- 1935 — «Лукреция Борджиа» Ганса Абеля
- 1936 — «Мистер Флоу» Роберта Сиодмака
- 1939 — «Без будущего» Макса Офюльса
- 1940 — «От Майерлинга до Сараево[фр.]» Макса Офюльса — София Хотек
- 1941 — «Мадемуазель Бонапарт» Мориса Турнёра — Кора Перл
- 1942 — «Достопочтенная Катерина» Марселя Л’Эрбье
- 1942 — «Герцогиня де Ланже», Жака де Баронселли — Антуанетта Ланже
- 1945 — «Отданное тьме» Жана Деланнуа
- 1946 — «Идиот» Жоржа Лампена — Настасья Филипповна
- 1947 — «Двуглавый орёл» Жана Кокто — королева
- 1948 — «Женоненавистник», режиссёр Теренса Янга
- 1950 — «Потерянные сувениры» / Souvenirs perdus
- 1951 — «Оливия» Жаклин Одри (номинация на премию BAFTA)
- 1952 — «Восхитительные создания» / Adorables Créatures
- 1954 — «Хлеб в траве» Клода Отан-Лара (по мотивам романа Колетт)
- 1958 — «В случае несчастья» Клода Отан-Лара
- 1961 — «Знаменитые любовные истории» Мишеля Буарона
- 1975 — «Плоть орхидеи», режиссёр Патриса Шеро (по мотивам романа Чейза «Нет орхидей для мисс Блэндиш»)

## Признание
- Почётная премия «Сезар» (1984)
- Премия Мольера (фр.) лучшей актрисе (1993).